# 張修德
張修德（？—1625年），字念祖，號鳳芝，河南開封府太康县人，明朝政治人物。

## 生平
万历二十五年（1597年）丁酉科河南乡试舉人，三十二年（1604年）甲辰科进士，户部觀政，三十三年授南乐县知县，四十二年補宁津县，四十三年任順天府乡试同考官，四十六年授廣東道御史，巡按山东。天启元年（1621年），以疏论辽东经略熊廷弼，被降三级，本年降山西布政司照磨，二年起補四川道御史，同年监试武场，三年升太僕寺少卿，五年卒。